# 卵巣嚢腫
卵巣嚢腫（らんそうのうしゅ、ovarian cyst）とは、卵巣に生ずる嚢胞状の病変の総称であり、腫瘍性のものを含め多種多様な疾患が包括される。

## 概要
卵巣内に液体や脂肪などが溜まる病気である。
ヒトにおいては婦人科学の対象となる。
獣医学的には特に機能性嚢胞に分類されるものが重要である。
牛、豚で主要な卵巣疾患であり、馬、羊、山羊にも発生する。卵胞嚢腫と黄体嚢腫に区別される。症状として無発情あるいは思牡狂を示す。
|      | 卵胞嚢腫 | 嚢腫様黄体 |
| ---- | -------- | ---------- |
| 排卵 | なし     | あり       |
| 触診 | 突起なし | 突起あり   |

## 分類

### 機能性嚢胞
月経の過程に関係するものである。

#### 卵胞嚢腫
卵胞が排卵することなく長期間（2週間以上、多くは数か月以上）存続し、質的に変性した異常卵胞であり、片側性のものと両側性のものとがある。牛では濃厚飼料を多給する畜舎や、乳量の多い乳牛、肥育牛で多発し、直接の原因としてFSHの分泌過剰、LHの分泌低下によるものとされていたが、近年ではFSH、LH双方の分泌機能低下が原因として指摘され始めている。直径25mm以上の卵胞が存在すれば本病と考えてよい。黄体嚢腫、嚢腫様黄体、顆粒膜細胞腫との鑑別が必要。治療にはhCGの投与を行う。

#### 黄体嚢腫
卵胞が排卵しないで、その壁の一部あるいは全面が黄体化し、中心部の腔に内容液を貯留し長く存続するもの。牛では原因としてはLHの分泌不足が考えられ、卵胞嚢腫から移行することが多い。直腸検査では正常な黄体、卵胞嚢腫との鑑別が困難であるため、超音波検査、血液あるいは乳汁のプロゲステロン濃度の測定を行う（プロゲステロン濃度1.0ng/ml以上で本病を疑う）。治療にはPGF2α、あるいはその類縁物質の投与を行う。

### チョコレート嚢腫
卵巣に生じた子宮内膜症によるもの。

### 嚢胞腺腫
腺腫の中でも上皮の乳頭状増殖が乏しいものは、画像診断上「嚢腫」として捉えられる。